# Reinhard Lettau
Reinhard Lettau (* 10. September 1929 in Erfurt; † 17. Juni 1996 in Karlsruhe) war ein deutsch-amerikanischer Schriftsteller.

## Leben
Lettau wuchs in Erfurt auf und siedelte 1947 mit seiner Familie nach Karlsruhe um, wo er zwei Jahre später das Abitur ablegte. Von 1950 bis 1955 studierte er Deutsche Literatur in Heidelberg, Köln und den USA. Im Anschluss arbeitete er als Assistant Professor an der Harvard University in Cambridge, Massachusetts, und am Smith College, Northampton, Massachusetts. In dieser Zeit nahm er die amerikanische Staatsbürgerschaft an. Seine Dissertation, bei Bernhard Blume, in Harvard im Jahre 1960 trug den Titel Utopie und Roman; Untersuchungen zur Form des deutschen utopischen Romans im zwanzigsten Jahrhundert.
Anschließend arbeitete Lettau als freier Schriftsteller. Von 1962 bis 1967 nahm er an Tagungen der Schriftstellervereinigung Gruppe 47 um Hans Werner Richter teil. 1965 kehrte Lettau nach Berlin zurück, wo er als Außenlektor des Hanser Verlags und Mitarbeiter beim Sender Freies Berlin tätig war. Er beteiligte sich an Aktionen der Studentenbewegung und knüpfte Kontakte zur Außerparlamentarischen Opposition. Als die letzte Tagung der Gruppe 47 im oberfränkischen Waischenfeld in der Pulvermühle 1967 durch Proteste des Erlanger SDS gestört wurde, in deren Rahmen die Enteignung Axel Springers gefordert wurde und Exemplare der Bild-Zeitung verbrannt wurden, solidarisierte sich Lettau mit den Protestierenden und gehörte zu den Unterzeichnern einer Anti-Springer-Resolution der Gruppe, die er den Studenten vortrug.
Im April 1967 hielt Lettau an der Freien Universität Berlin eine Rede unter dem Titel Von der Servilität der Presse, in der er die West-Berliner Presse als „polizeihörig und servil“ kritisierte, da sie sich auf die Seite der Autoritäten stelle, anstatt diese zu kontrollieren. Eine daraufhin verordnete Ausweisung Lettaus, mit der Begründung, er habe als Ausländer gegen die deutsche Polizei aufgewiegelt, wurde erst nach langen Debatten zurückgenommen. 1968 kehrte Lettau als Professor für Deutsche Literatur an der University of California in San Diego, Kalifornien in die Vereinigten Staaten zurück. Auch dort blieb er politisch aktiv und nahm an Aktionen gegen Rassismus und den Vietnamkrieg teil, in deren Rahmen er auch in Untersuchungshaft kam. In den 1970er und 1980er Jahren hielt er sich wiederholt für längere Zeit in Deutschland auf. Im Wintersemester 1979/1980 war er „Poet in Residence“ an der Universität-Gesamthochschule Essen.
Im Jahre 1954 heiratete Lettau Gene Carter, sie hatten drei Töchter, Karin (1957), Kevyn (1959) und Katie (1965), die kurz nach der Trennung von seiner Frau geboren wurde – sie wurden im Jahre 1968 geschieden. Von 1965 an lebte er in Berlin-Schöneberg zusammen mit Véronique Springer, der Tochter des Galeristen Rudolf Springer. Von 1969 bis 1972 waren sie verheiratet. 1979 heiratete Lettau Dawn Teborski. Seit Mitte der 1970er Jahre arbeitete er im Landkreis Lüchow-Dannenberg mehrfach mit Künstlern, z. B. Uwe Bremer, zusammen. Von 1991 bis 1993 lebte er im wendländischen Grabow. In dieser Zeit schrieb er Flucht vor Gästen.
Nach der Wiedervereinigung kehrten Lettau und seine Frau nach Berlin zurück, nachdem Lettau sich wegen gesundheitlicher Probleme in den USA vorzeitig hatte pensionieren lassen. Lettau war Mitglied der Deutschen Akademie der Darstellenden Künste und des westdeutschen PEN-Zentrums. Aus Protest gegen die mangelnden Bestrebungen zur Bildung eines gesamtdeutschen Autorenverbands besuchte er jedoch auch den ostdeutschen PEN-Club. In einem Interview mit der Berliner Zeitung bekundete er 1995: „Wenn alle sowieso auf einer Seite stehen, ist es kein Fehler, auf der falschen Seite zu sein. Um die eine Seite brauche ich mich nicht mehr zu kümmern. Doch kann die andere unter Umständen richtig sein.“

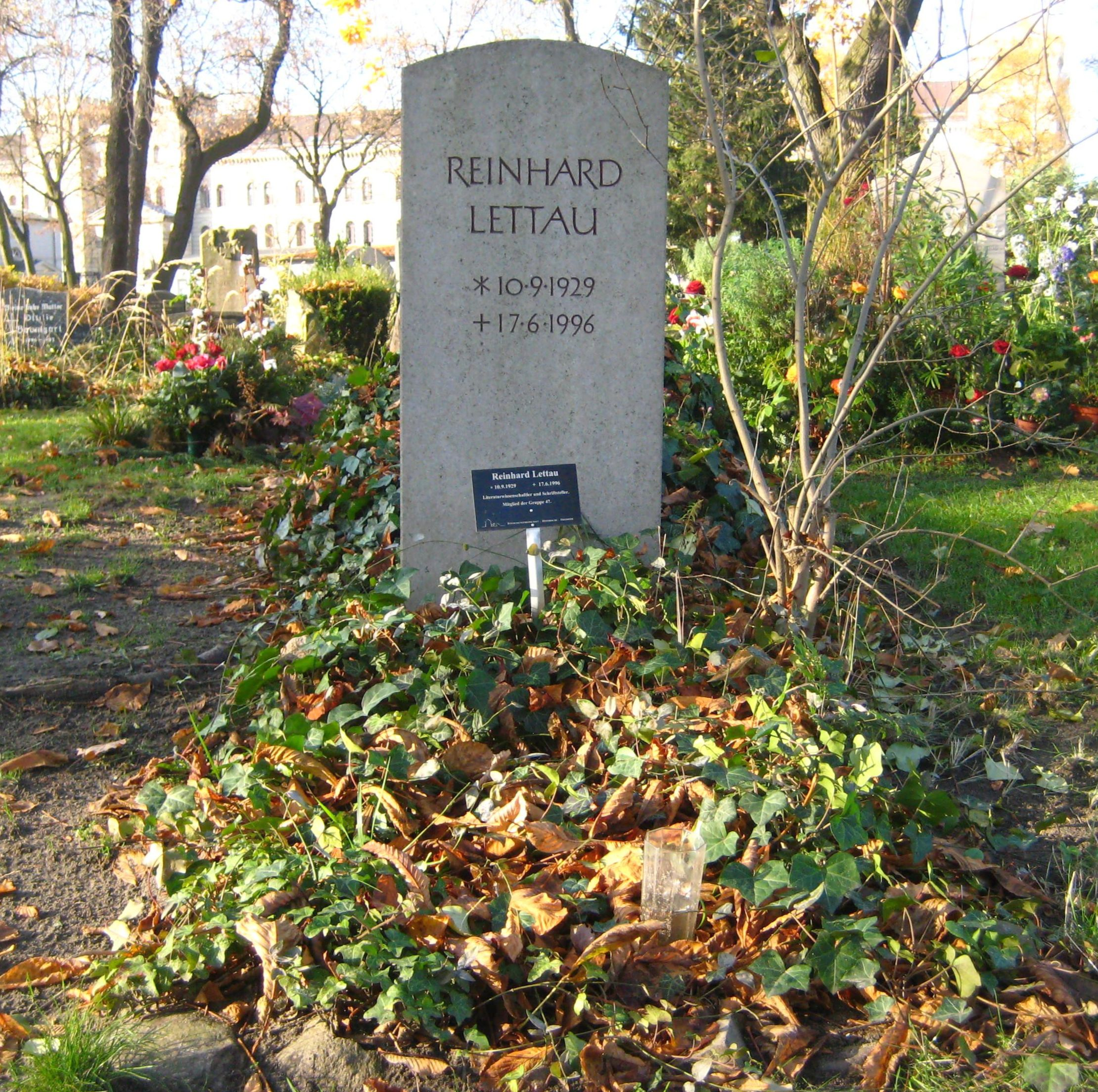
Grabmal in Berlin-Kreuzberg

1996 reiste er zum 90. Geburtstag seiner Mutter nach Karlsruhe. Nach einem Sturz kam er ins Krankenhaus und starb dort an Lungenentzündung. Lettau wurde auf dem Friedhof III der Jerusalems- und Neuen Kirche neben der Grabstätte E. T. A. Hoffmanns in Berlin-Kreuzberg beigesetzt.

## Preise und Auszeichnungen
- 1979 – Hörspielpreis der Kriegsblinden
- 1993 – Berliner Literaturpreis
- 1995 – Bremer Literaturpreis

## Werke
- Schwierigkeiten beim Häuserbauen (1962)

21 Geschichten über absurde bzw. normale Situationen, die ins Absurde kippen, u. a. Herr Strich schreitet zum Äußersten
Amerikan. Ausgabe: Obstacles (1965)
- Auftritt Manigs (1963)

51 kurze Beschreibungen von Manig, die im Allgemeinen weniger als eine Seite umfassen. Die erste öffentliche Lesung dieses Buches fand bei einem Treffen der Gruppe 47 in Berlin vom 25. bis 28. Oktober 1962 statt.
- Die Gruppe 47 – Bericht, Kritik, Polemik (1967)

Lettau war sowohl Mitglied der Gruppe 47 als auch ein scharfer Beobachter ihrer Arbeit. Eine Gruppe von Schriftstellern traf sich gewöhnlich einmal im Jahr, um gegenseitig ihre Arbeiten zu kritisieren. Gert Rückel beschreibt eine Szene gegen Ende der Zeit der Gruppe 47, in der Lettau eine flammende Rede für Demonstranten hält.
- Gedichte (1968), Literarisches Colloquium Berlin
- Feinde (1968)

Drei längere und drei Kurzgeschichten. Die Hauptgeschichte, „Der Feind“, ist eine Sammlung von kurzen, grotesken Geschichten über die sinnlose Absurdität des Militärs. Die erste öffentliche Lesung fand bei einem Treffen der Gruppe 47 in Princeton/USA vom 22. bis 24. April 1966 statt. Auszüge wurden auch im Kursbuch 7 (1966) gedruckt.
- Täglicher Faschismus (1971)

Lettau analysiert sechs Monate lang ausgewählte Zeitungsartikel aus den USA und diskutiert die faschistischen Tendenzen, die er darin sieht. Themen sind die Probleme von Arbeitern, die Studentenproteste, Manipulation der Presse und Rassismus.
- Immer kürzer werdende Geschichten. Und Gedichte und Porträts. (1973)

Dies ist eine Sammlung von Geschichten, die zwischen 1962 und 1968 geschrieben wurden.
- Frühstücksgespräche in Miami (1977)

Wohin gehen Diktatoren, wenn sie abgesetzt worden sind? Nun ja, nach Miami, um die Nachricht zu erwarten, dass sie zurückkehren dürfen. Lettau stellt sich Diktatoren vor, die sich zum Frühstück treffen und über Geschäfte diskutieren. 43 kurze Frühstücksgespräche über Themen, die von der Vermeidung von Attentaten bis zu den Vorteilen des Rauchens reichen. Eine Hörspielversion wurde von Lettau und dem Regisseur Walter Adler im Winter 1978/79 geschrieben und im Februar 1979 vom SDR in Stuttgart produziert.
- Zerstreutes Hinausschaun – Vom Schreiben über Vorgänge in direkter Nähe oder in der Entfernung von Schreibtischen (1980)

35 kurze, jedoch für Lettaus Verhältnisse lange, Kapitel, die Deutschland und die Probleme betrachten, die durch Lettaus Teilnahme an einer Demonstration in Berlin und seine Ausweisung verursacht wurden.
- Der Irrgarten – Geschichten und Gespräche (1980)

Der DDR-Verlag Reclam/Leipzig hat eine Auswahl von Geschichten zusammengestellt mit einigen ergänzenden Fußnoten.
- Herr Strich schreitet zum Äußersten. Geschichten (1982)

Die Titelgeschichte wurde erstmals in der Frankfurter Allgemeinen Zeitung am 7. Februar 1952 veröffentlicht. Dies ist eine Sammlung von Kurzgeschichten, die in verschiedenen Zeitungen und Literaturzeitschriften veröffentlicht wurden.
- Zur Frage der Himmelsrichtungen (1988)

Was bedeutet Osten? Wo ist Westen? Wenn man in San Francisco steht und auf den Ozean hinausschaut, schaut man auf China und Russland – mit Sicherheit der Osten. Befindet man sich in Erfurt, ist egal wohin man schaut – nach Norden, Süden, Osten oder Westen – überall Osten. 52 kurze Kapitel. In Erfurt wird dieses durch die Straßenschilder deutlich, dass alle Richtungen dieselben sind.
- Flucht vor Gästen (1994)

Lettau beschreibt seine Rückkehr aus den USA nach Deutschland mit seiner dritten Frau, Dawn. Fünf Kapitel unnummerierter Geschichten über schreckliche Gäste und die Rückkehr nach Deutschland.
- Waldstück im Ansturm

Dieses „Noyau“ (Kern) eines Buches, an dem Lettau zur Zeit seines Todes arbeitete und das er vorläufig „Gramercy Park“ betitelte, wurde am 7. November 1995 in der Neuen Zürcher Zeitung veröffentlicht. Lettau las 10 Seiten daraus für den NDR in Hannover am 27. Januar 1996.

Was SPAß macht… Holzschnitt Uwe Bremer

- Reinhard Lettau's renovierter Rixdorfer Ruebezahl (1996)

5 Verse von Lettau zu vier Holzschnitten und einem Leporello, die für den IFA-Ferienpark Hohe Reuth in Schöneck/Vogtl. im Vogtland erstellt wurden, zusammen mit Uwe Bremer in der Druckerei Fachwerkstatt Rixdorfer Drucke, wo die Rixdorfer Künstlergruppe sich jedes Jahr versammelt, um ein gemeinsames Projekt zu erarbeiten.
- Alle Geschichten, Carl Hanser 1998, ISBN 3-446-19286-7, posthum, Hrsg. Dawn Lettau und Hanspeter Krüger

Eine Sammlung der wichtigsten Prosa-Werke, die Lettau veröffentlichte. Die Herausgeber haben versucht, Lettaus zeitweise freier Orthographie und seinem Vermeiden von Kommas treu zu bleiben. Da es keine gebundenen Manuskripte gab, sondern nur stapelweise Notizen, die in Ordnern abgelegt waren, bedeutete es viel Arbeit für die Herausgeber, diese Geschichten zusammenzustellen. Ein zweiter Band ist in Planung. Enthalten ist eine detaillierte Zeitleiste inklusive der Namen seiner Hunde und der Adressen, unter denen er lebte.
- Roter Sturm über Thüringen – Deutschlands Herz wird rot, Wartburg Verlag, Weimar 2011, ISBN 978-3-86160-336-8, posthum, bearbeitet und mit einem Nachsatz von Christina Onnasch.

Der von großer Sachkenntnis und Detailkenntnis getragene und erstmals veröffentlichte Roman des jungen Reinhard Lettau führt zurück ins Jahr 1946 und dokumentiert die politischen Grabenkämpfe der Zeit in Thüringen, in die auch Lettaus Vater Reinhard sen. verwickelt war.